# Слуква (рід)
Слу́ква або ва́льдшне́п (Scolopax) — рід птахів з семи або восьми дуже схожих між собою сучасних видів болотяних птахів. Тільки два види широко поширені, інші локалізовані острівні ендеміки. Більшість з них знаходяться в Північній півкулі. Їхніми найближчими родичами є баранці роду Gallinago.

## Опис і екологія

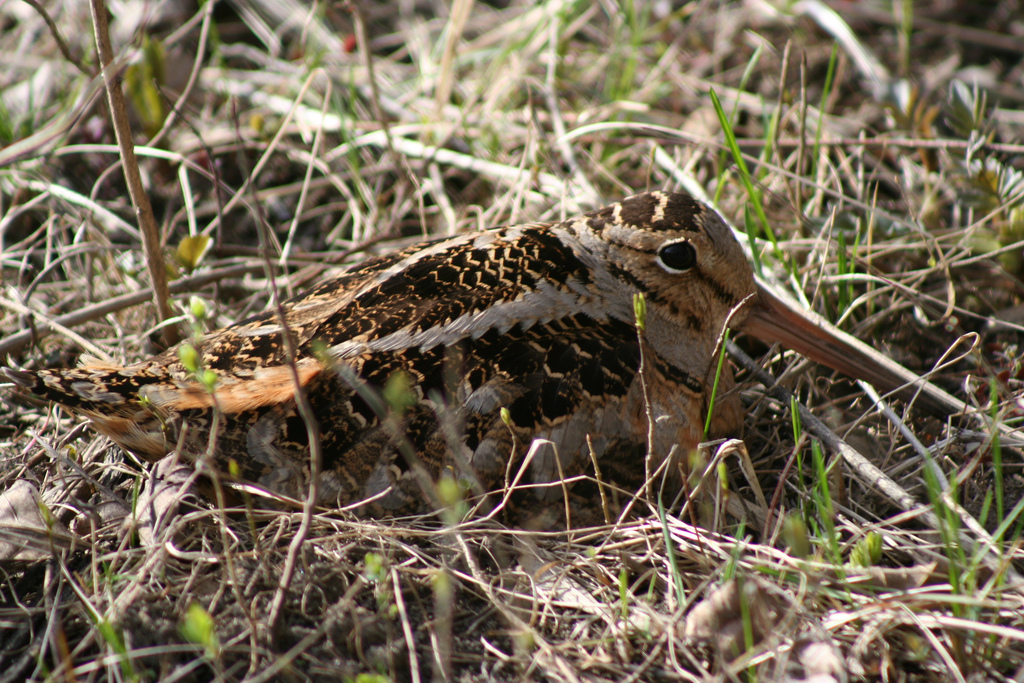
Американська слуква (Scolopax minor)

Слукви мають кремезне тіло, коричневе і чорне оперення і довгі стрункі ноги. Їх очі розташовані з боків голови, що дає їм 360° бачення. На відміну від більшості птахів, кінчик дзьоба верхньої щелепи є гнучким.
Слукви є лісовими птахами. Вони живляться вночі або ввечері, шукають безхребетних у м'якому ґрунті довгим дзьобом. Ця звичка і їх маскувальне оперення робить їх важко помітними, коли вони відпочивають вдень.
Всі слукви є популярним мисливським трофеєм, острівні ендемічні види є досить рідкісними через надмірний промисел. Пір'я слукви іноді деякі художники використовують для тонкої роботи в живописі.

## Види
- Scolopax bukidnonensis (ендемік островів на Філіппінах) — слуква філіппінська
- Scolopax celebensis (ендемік острова Сулавесі в Індонезії) — слуква сулавеська
- Scolopax minor (Північна Америка) — слуква американська
- Scolopax mira (ендемік острова Амамі в Японії) — слуква японська
- Scolopax rochussenii (ендемік островів в Індонезії) — слуква молуцька
- Scolopax rosenbergii (ендемік Нової Гвінеї) — слуква новогвінейська
- Scolopax rusticola (Євразія) — слуква лісова
- Scolopax saturata (ендемік островів в Індонезії і Папуа Нова Гвінея) — слуква суматранська

## Скам'янілості
Слукви є досить молодою групою птахів, навіть враховуючи те, що Charadriiformes самі давнього походження. Gallinago і Scolopax розійшлися, ймовірно, близько пізнього міоцену протягом 10-5 млн років тому.
- Scolopax baranensis (викопний, ранній пліоцен, Угорщина)
- Scolopax carmesinae (викопний, ранній / середній пліоцен, Менорка, Середземномор'я)
- Scolopax hutchensi (викопний, пізній пліоцен — ранній плейстоцен, Флорида, США)
- Scolopax anthonyi (пізній плейстоцен, Пуерто-Рико)